# 叶尔绍夫兄弟
《叶尔绍夫兄弟》（俄語：Братья Ершовы: роман），為苏联作家柯切托夫的小說，其知名度和美誉度在柯切托夫的作品中都可排名第一。1958年发表在《涅瓦》杂志上，写作的的年代1956-1957年。其鲜明的主题思想，突出的热情，立即引起《真理报》、《消息报》、《文学报》、《旗帜》、《十月》、《新世界》等刊物的重视。
小说通过对叶尔绍夫一家人的遭遇，描绘了当代许多激动人心的事件。
中譯本《叶尔绍夫兄弟》由龚桐、荣如德中譯，1962年出版。